# Enzo Ebosse
Enzo Ebosse (Amiens, Francia, 11 de marzo de 1999) es un futbolista camerunés que juega de defensa en el Hellas Verona F. C. de la Serie A de Italia.

## Trayectoria
Se formó en las categorías inferiores del Amiens S. C. y posteriormente se unió a las del R. C. Lens. Debutó con el primer equipo de este último en un encuentro de la Copa de la Liga ante el Paris F. C. disputado en agosto de 2016. Abandonó el club en junio de 2019 tras fichar por el Le Mans F. C. En su primera campaña el equipo descendió al Championnat National, por lo que optó por marcharse y firmó por tres años con el Angers S. C. O. que competía en la Ligue 1.
Después de una primera temporada en la que solo participó en seis encuentros en la máxima categoría del fútbol francés, en la segunda jugó 27 y en julio de 2022 fue traspasado al Udinese Calcio italiano. Con este equipo se comprometió por cinco años y debutó la semana siguiente en la Copa Italia ante el FeralpiSalò. Su primera campaña en territorio italiano terminó en febrero al sufrir una rotura de ligamento cruzado de su rodilla derecha. Reapareció en septiembre, pero su regreso duró ocho minutos tras recaer de la lesión. Desde entonces pasaron 372 días para que volviera a jugar un partido.
El 29 de enero de 2025 fue cedido al Jagiellonia Białystok para lo que restaba de temporada. En esos meses que estuvo allí, ayudó al equipo a ganar la Supercopa de Polonia. Tras terminar la cesión volvió a Italia para jugar en el Hellas Verona F. C., que tenía la obligación de adquirirlo en propiedad si se cumplían determinadas condiciones.

## Selección nacional
Fue internacional con Francia sub-16, pero en categoría absoluta optó por jugar con Camerún, país de origen de su padre, y fue convocado para participar en la Copa Africana de Naciones 2021. No tuvo minutos en ningún encuentro y no fue hasta el 23 de septiembre de 2022 cuando hizo su debut en un amistoso contra Uzbekistán. Unas semanas después fue citado para disputar el Mundial 2022.

### Participaciones en Copas del Mundo
| Mundial      | Sede  | Resultado    | Partidos | Goles |
| ------------ | ----- | ------------ | -------- | ----- |
| Mundial 2022 | Catar | Primera fase | 1        | 0     |

### Participaciones en Copa Africana de Naciones
| Copa                           | Sede    | Resultado     | Partidos | Goles |
| ------------------------------ | ------- | ------------- | -------- | ----- |
| Copa Africana de Naciones 2021 | Camerún | Tercer puesto | 0        | 0     |

## Clubes
| Club                           | País    | Año       |
| ------------------------------ | ------- | --------- |
| R. C. Lens "II"                | Francia | 2015-2019 |
| Le Mans F. C.                  | Francia | 2019-2020 |
| Angers S. C. O.                | Francia | 2020-2022 |
| Udinese Calcio                 | Italia  | 2022-     |
| Jagiellonia Białystok (cedido) | Polonia | 2025      |
| Hellas Verona F. C. (cedido)   | Italia  | 2025-     |

## Palmarés

### Títulos nacionales
| Título               | Club                  | País    | Año  |
| -------------------- | --------------------- | ------- | ---- |
| Supercopa de Polonia | Jagiellonia Białystok | Polonia | 2024 |